# Ciclismo ai XVII Giochi panamericani
Le gare di ciclismo ai XVII Giochi Panamericani di Toronto hanno avuto luogo dal 10 luglio al 25 luglio 2015 in diversi impianti. Le gare di BMX si sono svolte presso il Centennial Park Pan Am BMX Centre di Toronto, quelle di mountain bike al Hardwood Ski and Bike a Oro Medonte. Le corse su strada si sono svolte per le strade del centro di Toronto con partenza e arrivo all'Exhibition Place. Infine gli eventi ciclistici su pista si sono svolti al velodromo di Milton.

## Calendario
Le prime gare disputate sono quelle di BMX, con le qualificazioni previste per il 10 luglio e finali il giorno dopo. Il 12 luglio sono state assegnate le medaglie delle prove maschili e femminili della mountain bike, e dal 16 al 19 luglio quelle delle prove su pista. Il 22 si sono disputate le cronometro su strada maschile femminile; tre giorni dopo, il 25 luglio, le prove in linea di uomini e donne hanno concluso il programma delle gare ciclistiche.

## Risultati

### Ciclismo su strada
| Evento                   | Oro             | Argento         | Bronzo            |
| Corsa in linea maschile  | Miguel Ubeto    | Eric Marcotte   | Guillaume Boivin  |
| Corsa in linea femminile | Jasmin Glaesser | Marlies Mejias  | Allison Beveridge |
| Cronometro maschile      | Hugo Houle      | Ignacio Prado   | Sean McKinnon     |
| Cronometro femminile     | Kelly Catlin    | Jasmin Glaesser | Evelyn Garcia     |

### Ciclismo su pista
| Evento                           | Oro                                                                          | Argento                                                                       | Bronzo                                                                          |
| Velocità maschile                | Hugo Barrette                                                                | Njisane Phillip                                                               | Hersony Canelón                                                                 |
| Velocità a squadre maschile      | Canada Hugo Barrette Evan Carey Joseph Veloce                                | Venezuela Hersony Canelón César Marcano Ángel Pulgar                          | Brasile Flavio Cipriano Kacio Fonseca da Silva Freitas Hugo Vasconcellos Osteti |
| Inseguimento a squadre maschile  | Colombia Fernando Gaviria Juan Esteban Arango Arles Castro Jhonatan Restrepo | Argentina Mauro Agostini Maximiliano Richeze Juan Darío Merlos Adrián Richeze | Canada Eric Johnstone Sean Mackinnon Rémi Pelletier Edward Veal                 |
| Keirin maschile                  | Fabián Puerta                                                                | Hersony Canelón                                                               | Hugo Barrette                                                                   |
| Omnium maschile                  | Fernando Gaviria                                                             | Ignacio Prado                                                                 | Gideoni Monteiro                                                                |
| Velocità femminile               | Monique Sullivan                                                             | Kate O'Brien                                                                  | Juliana Gaviria                                                                 |
| Velocità a squadre femminile     | Canada Kate O'Brien Monique Sullivan                                         | Cuba Marlies Mejías Lisandra Guerra                                           | Colombia Diana García Juliana Gaviria                                           |
| Inseguimento a squadre femminile | Canada Allison Beveridge Laura Brown Jasmin Glaesser Kirsti Lay              | Stati Uniti Jennifer Valente Sarah Hammer Kelly Catlin Lauren Tamayo          | Messico Sofía Arreola Ingrid Drexel Mayra Rocha Lizbeth Salazar                 |
| Keirin femminile                 | Monique Sullivan                                                             | Lisandra Guerra                                                               | Juliana Gaviria                                                                 |
| Omnium femminile                 | Sarah Hammer                                                                 | Jasmin Glaesser                                                               | Marlies Mejías                                                                  |

### Mountain bike
| Evento                  | Oro           | Argento           | Bronzo           |
| Cross-country maschile  | Raphaël Gagné | Catriel Soto      | Stephen Ettinger |
| Cross-country femminile | Emily Batty   | Catharine Pendrel | Erin Huck        |

### BMX
| Evento        | Oro             | Argento         | Bronzo        |
| BMX maschile  | Tory Nyhaug     | Alfredo Campo   | Nicholas Long |
| BMX femminile | Felicia Stancil | Domenica Azuero | Mariana Díaz  |

## Medagliere
| Posiz. | Nazione           | Oro | Argento | Bronzo | Totale |
| ------ | ----------------- | --- | ------- | ------ | ------ |
| 1      | Canada            | 11  | 4       | 5      | 20     |
| 2      | Stati Uniti       | 3   | 2       | 3      | 8      |
| 3      | Colombia          | 3   | 0       | 3      | 6      |
| 4      | Venezuela         | 1   | 2       | 1      | 4      |
| 5      | Cuba              | 0   | 3       | 1      | 4      |
| 6      | Argentina         | 0   | 2       | 1      | 3      |
| 6      | Messico           | 0   | 2       | 1      | 3      |
| 8      | Ecuador           | 0   | 2       | 0      | 2      |
| 9      | Trinidad e Tobago | 0   | 1       | 0      | 1      |
| 10     | Brasile           | 0   | 0       | 2      | 2      |
| 11     | El Salvador       | 0   | 0       | 1      | 1      |
| Totale | Totale            | 18  | 18      | 18     | 54     |